# Jama (Ecuador)
Jama es una ciudad ecuatoriana, cabecera cantonal del Cantón Jama, perteneciente a la Provincia de Manabí. Se localiza al norte de la región litoral del Ecuador, atravesada por el río Jama. En el censo de 2022 tenía una población de 5259 habitantes, lo que la convierte en la centésima cuadragésima primera ciudad más poblada del país.

## Toponimia
El nombre Jama tiene un origen autóctono, se cree que de una tribu indígena, el significado se ha traducido como iguana pequeña. Ya en antiguas cartas de navegación y mapas de la colonia, se denomina al río cercano como Río Jama y a las elevaciones circundantes a la ciudad como Altos de Jama.

## Historia

### Época Precolombina
En los lugares cercanos se desarrolló una antigua civilización denominada Jama-Coaque (hasta 1531 d. C.) cuyo centro cultural estuvo en el actual San Isidro y que influyó en toda la costa Norte de Manabí. Esta civilización desarrollo la agricultura, textiles, alfarería así como la pesca y el comercio con sus vecinos, por tierra y por mar. El producto más importante de la zona sin duda fue la concha de la Spondylus princeps usada en ritos religiosos ancestrales, que llegaría tan lejos como a Mesoamérica y Perú.

### Época Colonial
El español Bartolomé Ruiz es el primer europeo que avista las costas del Ecuador. Ruiz que estaba bajo el mando de Francisco Pizarro y Diego de Almagro en su segundo viaje de Conquista fue enviado a explorar en 1526 por mar, la costa del Ecuador y regresar con información, mientras Pizarro esperaba en la isla Gorgona y Almagro se dirigía a Panamá. Durante la travesía da cuenta de varios poblados indígenas y de estos, un pequeño caserío entre Punta Ballena y la desembocadura del Río Jama que es la actual posición de la ciudad.
Tras las noticias de un gran Imperio que existía al sur, Francisco Pizarro emprende un tercer viaje de Conquista en 1531, el cual terminará en la Conquista del Imperio Inca. Parte desde Panamá y desembarca en el actual Esmeraldas, luego avanza al sur por tierra hasta Coaque en donde espera unos meses debido a enfermedades, en octubre parte de Coaque y atraviesa la costa de Ecuador, donde encuentra poblaciones belicosas y caníbales. Por mar iría Bartolomé Ruiz. Este es el fin del aislamiento de la Cultura Jama-Coaque. Llegaría a Tumbes en Perú en 1532 y luego capturaría al Inca Atahualpa el 16 noviembre de ese año.
Tras la conquista y durante la colonia en el lugar se establecen explotaciones agrícolas que se expanden hacia el norte y por el Río. Durante esta época se desarrollan poco los caminos y la principal forma de intercambio es por mar.
Formó parte de entidades administrativas coloniales sujetas a Portoviejo, que a su vez daba cuentas a Guayaquil y Quito, parte de los virreinatos del Perú al principio y luego al Virreinato de Nueva Granada.

### Independencia
En 1820, Guayaquil se declara independiente y reclama sus derechos sobre la Costa de Manabí. Guayaquil, es anexada a la Gran Colombia y tras la desintegración de esta última, Guayaquil pasa a ser parte del Ecuador en 1830.
En 1830 se crea la provincia Manabí con capital en Portoviejo, en 1875 con la creación del cantón Sucre, el pequeño poblado de Jama pasa a estar dentro de esta jurisdicción. El 8 de enero de 1893 el poblado de Jama es elevado a parroquia.

### SigloXX
En 1915 durante la guerra Conchista, se libraron combates, que dejaron destrucción y anarquía. Los siguientes años la población crece y las ganancias provenientes del cacao y especialmente café traen una migración desde otras provincias de la Sierra y Costa, para emprender nuevos cultivos.
El 14 de mayo de 1942 un terremoto en Pedernales, causa destrozos en Jama que logra recuperarse en pocos años. Desde la década de 1950, se realizan estudios arqueológicos que encuentran, importantes restos de las culturas de la Costa.
Durante los 60 y 70 la población se desarrolla de manera intensa gracias a los recursos provenientes de la exportación de café. Pero anomalías en las lluvias y la baja en el precio de los productos agrícolas en la década de 1980 causaron que exista una migración desde Jama a otras provincias del Ecuador. Desde entonces la ganadería, las explotaciones camaroneras y el turismo dan la mayor parte de fuentes de trabajo.
Desde 1993 un comité trabajó en un proyecto de cantonización, que permitió que el presidente del Ecuador Fabián Alarcón Rivera, disponga el ejecútese a la Ley # 70 que crea al cantón Jama en la Provincia de Manabí, y ordena su publicación en el Registro Oficial # 280 del 20 de marzo de 1998. La primera Sesión Inaugural de Concejo Municipal se realizó el 15 de junio de 1999,con Alex Cevallos Medinacomo primer Alcalde. Posteriormente el concejo municipal decidió por unanimidad trasladar la fecha de Cantonización para las festividades el 15 de junio de cada año. Esta postergación fue decidida por efectos de la estación invernal y por las vacaciones de los estudiantes de los centros educativos.

### SigloXXI
La ciudad se desarrolló su infraestructura para dotar de servicios a los pobladores de la zona así como a los turistas de las numerosas playas que tiene el cantón. Parte de esta infraestructura quedó seriamente dañada con el terremoto de Ecuador de 2016, tras esto el presidente de la República, Rafael Correa encabezó un proyecto gubernamental para la reconstrucción y reactivación productiva de las zonas afectadas por el terremoto, entre estas la ciudad de Jama. Meses después la ciudad y su entorno lograron recuperar mucho de su dinamismo económico, como la regularidad de sus actividades.

## Gobierno municipal
La ciudad y el cantón Jama, al igual que las demás localidades ecuatorianas, se rige por un gobierno municipal según lo estipulado en la Constitución Política Nacional. La Alcaldía de Jama es una entidad de gobierno seccional que administra el cantón de forma autónoma al gobierno central. El gobierno municipal está organizado por la separación de poderes de carácter ejecutivo representado por el alcalde, y otro de carácter legislativo conformado por los miembros del consejo cantonal. El alcalde es la máxima autoridad administrativa y política del cantón Jama. Es la cabeza del cabildo y representante del municipio. El órgano está presidido por el alcalde.